# St. Elmo (film af Thanhouser)
St. Elmo er en amerikansk stumfilm fra 1910.

## Medvirkende
- Frank Hall Crane som Elmo.
- Anna Rosemond som Agnes.
- Gertrude Thanhouser.
- Carey L. Hastings.